# ギブソン・レスポール・スペシャル
ギブソン・レスポール・スペシャル(Gibson Les Paul Special)は、ギブソン社製のエレキ・ギター。

## 概要
レスポールのスチューデントモデル(入門用)であるレスポール・ジュニアの上位モデルとして、1955年に発売された。当時のレスポールシリーズにおけるグレードとしては、スタンダードとジュニアの間に位置するモデルである。
基本的な構造はジュニアに順じており、スタンダードと比較して主に以下の点が異なっていた。
- マホガニーのフラットトップボディである
- PUにはハムバッカーではなくP-90が搭載されている。
- ドットタイプのポジションマークである。
- 白いプラスチックノブの3連ペグである。

また、ジュニアと比較すると以下の点が異なっており、上位モデルらしい仕様となっている。
- ソープバータイプのP-90を2基搭載、2ボリューム2トーン仕様。
- Gibsonロゴはパールタイプ。
- ネックにはバインディングが施されている。

## 年代ごとの変化
カスタムショップ製に関しては後述する。
- 1955年

発売が開始される。
- 1958年頃

ジュニアと同様にシングルカッタウェイからダブルカッタウェイに変更される。初期のダブルカッタウェイモデルはフロントピックアップが指板エンド付近に設置されていたが、ネックジョイントの問題からか間もなくブリッジ寄りに移動し、現在でもよく目にするスタイルとなる。それによりサウンドが変化したためか、他のレスポールモデルに先駆けて1959年頃に「SG Special」という名前に変更されている。
- 1960年

ジュニアと共に生産終了となる。
- 1974年

再生産されるが、シングルカッタウェイのみのラインナップとなる。
- 1976年

ダブルカッタウェイも再生産される。
- 1989年

ピックアップがP-100になり、バータイプのブリッジからチューン・O・マチックになる。
- 1998年

カタログから「レスポール・スペシャル」の記載が消え、「レスポール・ジュニア・スペシャル」と表記されるモデルが登場する。このモデルはネックバインディングが無くロゴもデカールという仕様で、ジュニアに近い外観となっている。一般的にスペシャルとこのジュニア・スペシャルはあまり区別されておらず、実質的にレスポール・スペシャルとして扱われている。
- 2003年

ピックアップがP-90に戻る。
- 2015年

カタログから「レスポール・ジュニア・スペシャル」が消え、「レスポール・スペシャル」としてダブルカッタウェイモデルのみラインナップされる。このモデルは従来のダブルカッタウェイモデルよりもネック接合部分がヘッド側に長くなっており、ボディシェイプが異なっている。また、ブリッジがバータイプに戻っていて、ピックガードが無い、コントロールが従来の2ボリューム2トーンから、1ボリューム1トーンに変更されるなど、シンプルな仕様になっている。
- 2019年

カタログから「レスポール・スペシャル」の記載が消える。
- 2021年

カタログに「レスポール・スペシャル」の記載が復帰。P-90、バーブリッジ、ネックバインディング、パールロゴ、2ボリューム2トーン、シングルカッタウェイという往年の仕様となっている。

## その他のモデル
- 海外に比べて日本で人気が高いためか、2014年と2016年にはギブソンUSAより、日本限定モデル(Japan Limited Run)として、シングルカッタウェイのバーブリッジモデルが販売されている。
- 2001年から2013年にかけて「レスポール・スペシャル・プラス」または「レスポール・スペシャル・ウィズ・ハムバッカー」のモデル名でハムバッカーを搭載したモデルが販売された。

## カスタムショップ
2000年頃よりヒストリックコレクションとしてパールロゴ、プラスチックノブの3連ペグ、バーブリッジ仕様で発売されている。前述の通りシングルカッタウェイの元モデルは1955年から1957年までの製造であるが、ヒストリックコレクションでは「1960モデル」とされ、シリアルも『0-』から始まる番号帯となっている。

## 著名な使用者
- ラリー・カールトン
- ボブ・マーリー
- キース・リチャーズ（ローリング・ストーンズ）
- ロン・ウッド（ローリング・ストーンズ）
- 渡辺香津美
- 奥田民生（ユニコーン）
- 藤原基央（BUMP OF CHICKEN）
- 山口隆 (サンボマスター)
- 志村正彦 (フジファブリック)
- 後藤正文（ASIAN KUNG-FU GENERATION）
- 真島昌利（THE BLUE HEARTS）
- 片岡健太(sumika)
- 稲生司(Mr.ふぉるて)